# Climat des Hautes-Pyrénées
Cet article décrit le climat dans le département français des Hautes-Pyrénées.
La présence des montagnes dans toute la moitié sud du département et l'orientation générale ouest-est de la chaîne pyrénéenne occasionnent de forts contrastes climatiques dans le département des Hautes-Pyrénées.

## La moitié nord
Le piémont (moitié nord) profite d'un puissant effet d'abri (effet de foehn) par flux de sud-ouest : les températures peuvent alors atteindre des records d'élévation (+29° à Tarbes le 29 février 1960).
Inversement, le relief crée un effet d'accumulation nuageuse et d'activation pluviométrique par flux de nord-ouest océanique, qui amène l'essentiel des précipitations en plaine, sur le plateau de Lannemezan et les contreforts pyrénéens. Par ailleurs les gelées tardives peuvent surprendre (-2° à Tarbes le matin du 29 juin 1973).
Cependant, la moitié nord est globalement douce et tempérée (moyennes de +5/+6° en janvier à +18/+19° en juillet), avec une pluviométrie régulière qui se renforce à l'approche des montagnes (cumuls annuels moyens de 80 à 120 cm). Brouillard, vent fort et neige sont assez rares, sauf à Lannemezan, située à 600 mètres d'altitude.

## La moitié sud
En raison de la diversité des reliefs, des expositions et des fortes variations altimétriques (500 à 3 300 mètres), la moitié sud s'avère infiniment plus hétérogène, offrant une multitude de microclimats. Les basses vallées entourées de hauts massifs protecteurs jouissent encore d'un climat pas trop rude, comme à Argelès-Gazost ou Saint-Lary-Soulan. La pluviométrie y est d'ailleurs comparable à celle du piémont (90 à 120 cm/an) et l'enneigement seulement épisodique. Située à la limite des Pyrénées-Atlantiques, la vallée de l'Ouzom est nettement plus humide. Au-dessus de 1000 à 1 500 mètres d'altitude débute vraiment l'étage montagnard : la neige tient au sol plusieurs mois par an, permettant la pratique du ski. Au-dessus de 2500 à 3 000 mètres c'est la haute montagne sans couverture végétale : très ventée, enneigée d'octobre à juin (avec même quelques petits glaciers). Au Pic du Midi de Bigorre (2 865 m) les températures vont de -8° en février à +7° en juillet. Près de la frontière franco-espagnole, l'influence humide du flux de sud-ouest s'accentue, entraînant les cumuls pluviométriques les plus élevés du département (jusqu'à 200 cm/an sur le massif du Balaïtous). Mais le climat de la haute montagne est aussi marqué par le phénomène fréquent de mer de nuages : les sommets "émergent" des grisailles et profitent globalement d'un meilleur ensoleillement que les plaines et vallées.